# Hazlehurst (Mississipi)
Hazlehurst és una població dels Estats Units a l'estat de Mississipi. Segons el cens del 2000 tenia 4.400 habitants.

## Demografia
Segons el cens del 2000, Hazlehurst tenia 4.400 habitants, 1.594 habitatges, i 1.131 famílies. La densitat de població era de 387,9 habitants per km².
Dels 1.594 habitatges en un 34,3% hi vivien nens de menys de 18 anys, en un 36,5% hi vivien parelles casades, en un 28% dones solteres, i en un 29% no eren unitats familiars. En el 26,6% dels habitatges hi vivien persones soles el 13,4% de les quals corresponia a persones de 65 anys o més que vivien soles. El nombre mitjà de persones vivint en cada habitatge era de 2,68 i el nombre mitjà de persones que vivien en cada família era de 3,2.
Per edats la població es repartia de la següent manera: un 28,1% tenia menys de 18 anys, un 10,4% entre 18 i 24, un 25,6% entre 25 i 44, un 19,9% de 45 a 60 i un 16% 65 anys o més.
L'edat mediana era de 35 anys. Per cada 100 dones de 18 o més anys hi havia 76,3 homes.
La renda mediana per habitatge era de 25.008 $ i la renda mediana per família de 26.081 $. Els homes tenien una renda mediana de 27.066 $ mentre que les dones 19.475 $. La renda per capita de la població era d'11.839 $. Entorn del 24% de les famílies i el 26,3% de la població estaven per davall del llindar de pobresa.

## Poblacions més properes
El següent diagrama mostra les poblacions més properes.